# Centro Espacial Uchinoura

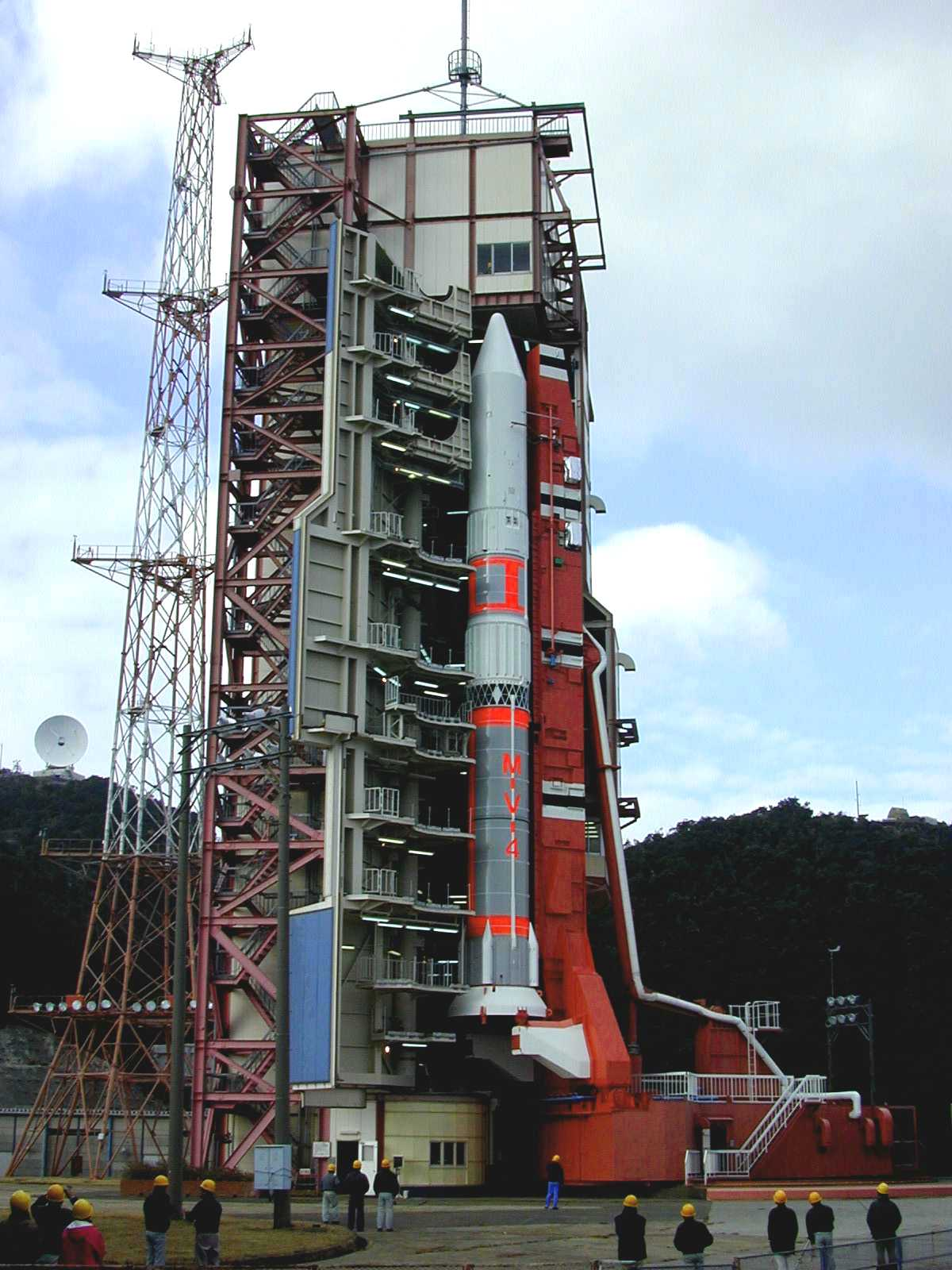
M-V de cohetes en el Centro Espacial Uchinoura (Febr. 2000)

El Centro Espacial Uchinoura (内 之 浦 宇宙空间 観 测 所 Uchinoura Uchu KUKAN Kansokusho?) Es una instalación de lanzamiento espacial cerca de la ciudad japonesa de Kimotsuki, en la Prefectura de Kagoshima. Antes de la creación de la Agencia Espacial JAXA en 2003, se llamaba simplemente el Centro Espacial Kagoshima (鹿 児 岛 宇宙空间 観 测 所?). Todos los satélites científicos de Japón fueron lanzados desde Uchinoura antes que los vehículos de lanzamiento MV fuesen retirados del servicio en 2006. Se continúa utilizando para los lanzamientos suborbitales, y también se ha utilizado para el orbital vehículo de lanzamiento  Epsilon. Además, el centro cuenta con antenas para la comunicación con las sondas espaciales interplanetarias.